# بريجيت، دوقة غلوستر

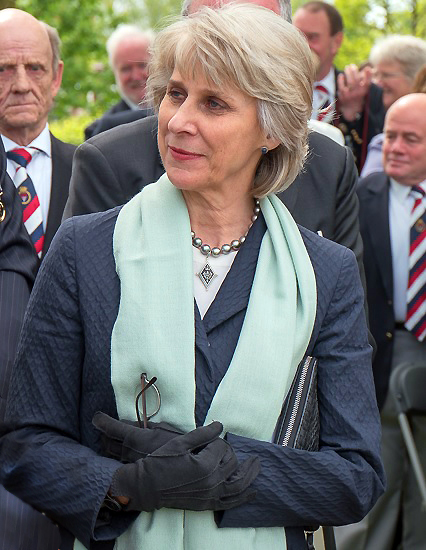
بريجيت، دوقة غلوستر.

بريجيت، دوقة غلوستر (بالإنجليزية: Birgitte, Duchess of Gloucester)‏ (20 يونيو 1946) هي زوجة الأمير ريتشارد دوق غلوستر الذي هو حفيد الملك جورج الخامس والملكة ماري وابن عم الملكة اليزابيث الثانية. بالإضافة مع زوجها، تقوم بريجيت بالواجبات الملكية نيابة عن الملكة.

## عن حياتها
ولد برجيت إيفا هنريكسن في 20 يونيو 1946.

## روابط خارجية
- بريجيت، دوقة غلوستر على موقع IMDb (الإنجليزية)